# Національна футбольна конференція
Національна футбольна конференція (англ. National Football Conference, NFC) — одна з двох конференцій Національної футбольної ліги (НФЛ), найвищого професійного рівня американського футболу в США. НФК та її аналог Американська футбольна конференція (АФК) містять по 16 команд, які поділяються на 4 дивізіони. Обидві конференції були створені в рамках злиття НФЛ у 1970 році з конкурентною Американською футбольною лігою (АФЛ), причому всі десять колишніх команд АФЛ і три команди НФЛ утворили АФК, а решта тринадцять клубів НФЛ - НФК. З моменту злиття відбулася низка розширень ліги та перегрупування дивізіонів, таким чином у кожній конференції стало 16 клубів. Чинними чемпіонами конференції є Філадельфія Іглс, які перемогли « Сан-Франциско Фортинайнерс у фіналі конференції сезону 2022 року за свій четвертий чемпіонат конференції.

## Команди
З 2002 року конференція має 16 команд, розділених на 4 дивізіони по 4 команди у кожному: Схід, Північ, Південь, і Захід.
| Дивізіон | Команда                         | Місто                       | Стадіон                 |
| -------- | ------------------------------- | --------------------------- | ----------------------- |
| Схід     | Даллас Ковбойс                  | Арлінгтон (Техас)           | AT&T Стедіум            |
| Схід     | Нью-Йорк Джаянтс                | Іст-Ратерфорд (Нью-Джерсі)  | Мет-Лайф Стедіум        |
| Схід     | Філадельфія Іглс                | Філадельфія (Пенсільванія   | Лінкольн Файненшл філд  |
| Схід     | Вашингтонська футбольна команда | Лендовер (Меріленд)         | FedEx Філд              |
| Північ   | Чикаго Берс                     | Чикаго (Іллінойс)           | Солджер-філд            |
| Північ   | Детройт Лайонс                  | Детройт (Мічиган)           | Форд Філд               |
| Північ   | Грін-Бей Пекерс                 | Грин-Бей (Вісконсин         | Ламбо Філд              |
| Північ   | Міннесота Вайкінгс              | Міннеаполіс (Міннесота)     | Ю Ес Бенк Стедіум       |
| Південь  | Атланта Фалконс                 | Атланта (Джорджія           | Мерседес-Бенц Стедіум   |
| Південь  | Кароліна Пантерс                | Шарлотт (Північна Кароліна) | Бенк оф Америка Стедіум |
| Південь  | Нью-Орлінс Сейнтс               | Новий Орлеан (Луїзіана)     | Мерседес-Бенц Супердом  |
| Південь  | Тампа-Бей Баккенірс             | Тампа (Флорида)             | Реймонд Джеймс Стедіум  |
| Захід    | Аризона Кардиналс               | Глендейл (Аризона)          | Стейт Фарм Стедіум      |
| Захід    | Лос-Анджелес Ремз               | Інглвуд (Каліфорнія)        | Соу-Фай Стедіум         |
| Захід    | Сан-Франциско Фортинайнерс      | Санта-Клара (Каліфорнія)    | Левайс Стедіум          |
| Захід    | Сіетл Сігокс                    | Сіетл (Вашингтон)           | Сенчурі Лінк Філд       |

## Структура сезону
<!—Оновлюйте таблицю з врахуванням чемпіона конференції-->
| М   | АФК Cхід   | АФК Північ | АФК Південь | АФК Захід    |
| --- | ---------- | ---------- | ----------- | ------------ |
| 1   | Біллс      | Бенгалс    | Джагуарс    | Чіфс         |
| 2   | Долфінс    | Рейвенс    | Тейтанс     | Чарджерс     |
| 3   | Петріотс   | Стілерс    | Колтс       | Рейдерс      |
| 4   | Джетс      | Браунс     | Тексанс     | Бронкос      |
| POS | НФК Схід   | НФК Північ | НФК Південь | НФК Захід    |
| 1   | Іглс       | Вайкінгс   | Баккенірс   | Фортинайнерс |
| 2   | Ковбойс    | Лайонс     | Пантерс     | Сігокс       |
| 3   | Джайчнтс   | Пекерс     | Сейнтс      | Ремз         |
| 4   | Коммандерс | Берс       | Фалконс     | Кардиналс    |

Чотирнадцять опонентів, з якими команда зустрічається протягом 17-тижневого регулярного сезону, розподілені за встановленою формулою:
Кожна команда НФК проводить по два матчі з конкурентами по дивізіону на додачу до 11 суперників, що привязані до розкладу ліги наступним чином: три гри визначаються залежно від місця команди у попередньому сезоні, а 8 ігор розділяються за ростерами двох інших дивізіонів НФЛ. Вони змінюються щороку та слідують стандартним циклом. Якщо взяти за основу сезон 2023, то кожна команда Східного дивізіону конференції гратиме проти своїх супротивників по конференції з заходу та східного дивізіону. Тобто змагання поза дивізіонами буде проти визначених опонентів за винятком трьох ігор, суперники у яких визначаються розташуванням команд.
У кінці кожного сезону чотири переможці дивізіонів та три учасники вайлд-кард (команди, що не виграли дивізіон з кращими показниками) конференції кваліфікуються у плей-офф. Кульмінація плей-офф Національної футбольної конференції – чемпіонська гра на приз Джорджа Галаса. Чемпіон Національної конференції протистоїть конкуренту з АФК у матчі за Супербоул.

## Історія
Американська та Національна конференції були утворені у 1970 році після злиття Національної та Американської футбольних ліг. У 1960 році новоспечена АФЛ налічувала 8 клубів, тоді як НФЛ вже мала 13 клубів. До 1969 року АФЛ розширили до 10 клубів, а НФЛ – 16. З метою урівноваження ліг на етапі злиття усі команди АФЛ разом з трьома учасниками Національної футбольної ліги Клівленд Браунс, Піттсбург Стілерс та Балтимор Колтс утворили Американську футбольну конференцію, решта 13 команд – Національну.
І якщо новостворена АФК одразу погодила лінійку дивізіонів по майже ідеальних географічних лініях, то щодо Національної такої визначеності не було. Перелік пропозицій було скорочено до пяти фіналістів (кожен у запакованому конверті. Фінальне планування дістала зі скляної чаші секретар тодішнього коміссара НФЛ Піта Розелла Телма Елькйєр. on January 16, 1970..
5 планів градації команд НФК у 1970 році виглядали наступним чином. Зрештою, переміг план під номером 3.
- План 1
  - Схід – Атланта Фалконс, Міннесота Вайкінгс, Нью-Йорк Джайянтс, Філадельфія Іглс]], Вашингтонська футбольна команда
  - Центр – Чикаго Берс, Детройт Лайонс, Грін-Бей Пекерс, Нью-Орлінс Сейнтс
  - Захід – Даллас Ковбойс, Лос-Анджелес Ремз, Сент-Луїс Кардиналс, Сан-Франциско Фортинайнерс
- План 2
  - Схід – Міннесота, Джайянтс, Філадельфія, Вашингтон
  - Центр – Атланта, Даллас, Нью-Орлінс, Сент-Луїс
  - Захід –Чикаго, Детройт, Грін-Бей, Лос-Анджелес, Сан-Франциско
- План 3
  - Схід – Даллас, Нью-Йорк Джайянтс, Філадельфія, Сент-Луїс, Вашингтон
  - Центр – Чикаго, Детройт, Грін-Бей, Міннесота
  - Захід –Атланта, Лос-Анджелес, Нью-Орлінс, Сан-Франциско
- План 4
  - Схід –Міннесота, Нью-Йорк Джайянтс, Філадельфія, Сент-Луїс, Вашингтон
  - Центр –Атланта, Чикаго, Детройт, Грін-Бей
  - Захід –Даллас, Нью-Орлінс, Лос-Анджелес, Сан-Франциско
- Plan 5
  - Схід –Детройт, Міннесота, Нью-Йорк Джайянтс, Філадельфія, Вашингтон
  - Центр –Чикаго, Даллас, Грін-Бей, Сент-Луїс
  - Захід –Атланта, Лос-Анджелес, Нью-Орлінс, Сан-Франциско

3 кспансійні команди доєдналися до конференції з моменту злиття, довівши кількість до16. Сіетл Сігокс і Тампа-Бей Баккенірс доєдналися до НФЛ у 1976 році. Їх тимчасово розмістили у НФК та АФК відповідно, а наступного сезону їх поміняли місцями. Сігокс повернулися до Національної футбольної конференції як результат переналаштування ліги. Кароліна Пантерс приєдналися до НФК у сезоні 1995ю
Єдина команда Національної футбольної конференції, що ніколи не брала участь у Супербоулі, була Детройт Лайонс. З моменту останнього переналаштування дивізіонів у 2002 році, до Супербоулу пробивалися 12 команд за винятком Лайонс, Вікінгс, Ковбойс та Коммандерс у той час як від АФК пробивалося 8: Балтимор Рейвенс, Цинциннаті Бенгалс, Лас-Вегас Рейдерс (по одному разу), Канзас-Сіті Чіфс, Денвер Бронкос, Індіанаполіс Колтс (усі по 2 рази), Піттсбург Стілерс (3 рази) і Нью-Інгленд Петріотс (8 раз).
Станом на 2021 рік, єдина команда, яка не виступає у локації 1969 року – Сент-Луїс Кардиналс, які 1988 року переїхали до передмістя Фінікса Темпе (2006 року вони отаборилися у Глендейлі). Лос-Анджелес Ремзпредставляли Сент-Луїс у 1995, але повернулися додому у 2016. Жодна з експансійних команд після 1970 року не переїжджала.
За винятком зазначених переміщень, лінійка дивізіонів лишається сталою з 2002 до поточного часу.

## Логотип

Оригінальний логотип Національної футбольної конференції (1970–2009)

Оригінальний логотип Національної футбольної конференції, який був у використанні з 1970 до 2009 року, містив блакитну літеру 'N' з трьома зірочками. Новий логотип схожий на Американську футбольну конференцію (яка водночас наближена до логотипу АФЛ) за винятком зображення одної букви замість повної абревіатури. Три зірки символізували три дивізіони, які фігурували у системі до 2001 року. З 2010 року логотип НФК оновили. Він схожий на старий, але з четвертою зірко, як згадку про 4 дивізіони, що функціонують у системі з 2002  року, одночасно з запровадженням нового логотипу Американської футбольної конференції. Його оформили схожим чином.

## Телебачення
CBS транслювали недільні ігри конференції та плей-офф з сезону 1970 до 1993. Упродовж 1994-2013 років Fox був первинним правовласником ігор Національної футбольної конференції. Протягом цих років поєдинки між конференціями, де команда з Національної футбольної конференції виступала господарем, транслювалися або на CBS або на Fox. З 2014 року перехресна угода дозволила деякі ігри Національної футбольної конференції (включно з тими, де господарем виступає команда Американської футбольної конференції у іграх між конференціями) переносити з Fox на CBS. З 1990 року, обрані ігри плей-офф Національної футбольної конференції транслюють ABC та ESPN.